# Viking Björk
Viking Olov Björk (ur. 3 grudnia 1918 w Sunnansjö, zm. 18 lutego 2009 w Sztokholmie) – szwedzki kardiochirurg.
Po ukończeniu edukacji medycznej w Szwecji, podczas której wiedzę zdobywał na trzech uniwersytetach, w: Lund, Uppsali i Malmö w 1942 Björk pracował jako stypendystka we Włoszech pod kierunkiem Vincenzo Monaldiego, badając gruźlicę. Jego doniesienie pt. „Leczenie gruźliczych jam płuc według Monaldiego” stało się pierwszą z kilkuset jego publikacji z zakresu chirurgii płuc i kardiochirurgii. W następnych latach  pracował w szpitalu Brompton w Londynie, gdzie miał kontakt ze słynnymi chirurgami płuc Tudorem Edwardsem, Sir Clementem Pricem Thomasem i doktorem Dwight Harkenem, pionierem  kardiochirurgii. Wywarli oni duży wpływ na dalszy kierunek jego rozwoju i dzięki nim zainteresował się kardiochirurgią
.
Wkrótce potem w szpitalu Sabbatsberg (Sztokholm) Viking był częścią zespołu współpracującego z Clarence’em Crafoordem, który był pionierem operacji naprawczych koarktacji aorty. Crafoord, który był zainteresowany tematyką krążenia pozaustrojowego, skierował Björka do pracy w swoim laboratorium z Emilem Andersonem, inżynierem mechanikiem w firmie AGA. W wyniku ich współpracy powstał utleniacz dyskowy, który Björk wykorzystał w swojej pracy doktorskiej pt. Perfuzja mózgu u psów sztucznie natlenioną krwią.
W 1953 Björk uczestniczył w pracach nad przeprowadzeniem cewnikowania lewego serca i postawienia pierwszego operacyjnego rozpoznania śluzaka lewego przedsionka.
Dzięki swoim zasługom jako chirurga i badacza był w latach 1958 - 1966 kierownikiem chirurgii sercowo-naczyniowej na Uniwersytecie w Uppsali, skąd w 1966 został powołany na stanowisko dyrektora chirurgii klatki piersiowej i układu sercowo-naczyniowego w Instytucie Karolinska w Sztokholmie, gdzie kierował także Kliniką Chirurgii Klatki Piersiowej.
Został wybrany na członka honorowego kilku prestiżowych stowarzyszeń zawodowych, w tym Amerykańskiego Stowarzyszenia Chirurgii Klatki Piersiowej i Royal College of Surgeons. Został prezesem Skandynawskiego, a później Europejskiego Towarzystwa Chirurgii Klatki Piersiowej i Sercowo-Naczyniowej. Był redaktorem skandynawskiego Journal of Thoracic Surgery.
W 1968 współpracował z amerykańskim inżynierem Donaldem Shileyem przy opracowywaniu zastawki Björk-Shiley, mechanicznej protezy zastawki serca. Była to pierwsza „zastawka dyskowa uchylna”, stosowana w pozycji zastawki aortalnej lub mitralnej. Następnie wprowadzono wiele modyfikacji, w tym dysk wypukło-wklęsły. Zawór wypukło-wklęsły posiadał wady w postaci pęknięć rozpórek. Z tego powodu przeprojektowano zastawkę, aby zapobiec pęknięciom rozpórki odpływowej.
W 1983, w wieku 65 lat, Björk przeszedł na emeryturę. Nadal był aktywny jako chirurg-pedagog w różnych instytucjach, głównie we Włoszech. Był dyrektorem Centrum Medycznego Eisenhowera w Rancho Mirage w Kalifornii, gdzie badał możliwość opracowania mechanicznej zastawki serca, która nie wymagałaby leczenia przeciwzakrzepowego.
Björk zmarł 18 lutego 2009 w Sztokholmie.